# François Janssens (évêque)
Pour les articles homonymes, voir François Janssens et Janssens.
François Janssens (ou Francis August Anthony Joseph Janssens), né le 17 octobre 1843 à Tilbourg (Pays-Bas) et décédé en mer le 9 juin 1897 (alors qu’il était en route pour New York), est un prêtre catholique néerlandais, missionnaire auprès des Amérindiens du Midwest américain. Il fut évêque de Natchez de 1881 à 1888 et ensuite archevêque de La Nouvelle-Orléans de 1888 à sa mort.

## Biographie
Né le 17 octobre 1843 à Tilbourg, dans le Brabant-Septentrional, de Cornelius John Janssens et Joséphine Dams, François Janssens entre au séminaire de Bois-le-Duc en 1856, désirant devenir prêtre. Il y fait, jusqu’en 1866, toute sa formation préparatoire au sacerdoce. Attiré par l’œuvre missionnaire des prêtres belges aux États-Unis, il entre au collège américain de Louvain pour s’y préparer.
Le 21 décembre 1867, François Janssens est ordonné prêtre pour le diocèse de Richmond, en Virginie (États-Unis). En 1870, il en est le recteur de la cathédrale et est vicaire général de Mgr Gibbons et de Mgr Keane (en).
Le 7 avril 1881, François Janssens est nommé quatrième évêque de Natchez (en), au Mississippi, par le pape Léon XIII, et reçoit la consécration épiscopale le 1er mai 1881 des mains de l’archevêque James Gibbons (plus tard cardinal) avec comme co-consécrateurs Thomas Albert Andrew Becker (en) et John Joseph Keane (en). Durant son mandat, il termine la cathédrale Saint-Pierre-Apôtre, dont la construction avait commencé une quarantaine d’années auparavant.
Le 7 août 1888, Janssens est promu au siège de La Nouvelle-Orléans, en Louisiane, dont il est le 4e archevêque. Il y est installé le 16 septembre. Il convoque immédiatement un synode diocésain qui se réunit en mai 1889. Plus de vingt-cinq nouvelles écoles paroissiales sont ouvertes durant son mandat, ainsi qu’un nouveau séminaire régional à Gessen (septembre 1891). Il ouvre également l’institut catholique des sourds-muets de Chinchuba en 1890. Bon administrateur, Mgr Janssens ramène l'immense dette contractée par son prédécesseur Mgr Perché à un niveau acceptable.
Son gros souci est le durcissement, au niveau national, des tensions raciales entre Noirs et Blancs. Son diocèse n’est pas épargné. Il dit un jour «Rien dans l’administration du diocèse ne me préoccupe autant que nos gens de couleur, voyant en particulier ce que font les protestants et combien ils réussissent à les attirer ». Pour les Afro-Américains, il érige une paroisse distincte qui permettrait de développer un leadership noir, tout comme il y avait des paroisses irlandaises ou allemandes. En 1895, l’église Sainte-Catherine fut la première paroisse pour les catholiques noirs. Toute participation y est cependant facultative. Il ne souhaite en rien créer un nouveau ghetto et affirme : « toute personne peut occuper un banc ou un siège de son choix, dans n’importe quelle église du diocèse. »
Mgr Janssens meurt le 9 juin 1897, à bord du paquebot Créole, alors qu’il se rend à New York; il est âgé de 53 ans. Il est enterré dans sa cathédrale, à La Nouvelle-Orléans.

## Succession apostolique
François Janssens a ordonné les évêques suivants :
- Évêque Thomas Heslin (en) (1889)
- Évêque Theophile Meerschaert (en) (1891)
- Évêque John Anthony Forest (en) (1895)